# Хикару Наомото
Хикару Наомото (јап. 猶本 光; 3. март 1994) јапанска је фудбалерка.

## Репрезентација
За репрезентацију Јапана дебитовала је 2014. године. За тај тим одиграла је 18 утакмица.

## Статистика
| Јапан  | Јапан | Јапан |
| Год.   | Ута.  | Гол.  |
| ------ | ----- | ----- |
| 2014   | 6     | 0     |
| 2015   | 2     | 0     |
| 2016   | 0     | 0     |
| 2017   | 7     | 0     |
| 2018   | 3     | 0     |
| Укупно | 18    | 0     |